# Ledningsband
Ledningsbandet är benämningen på de energinivåer hos elektronerna i en kristall som gör att elektronerna kan röra sig fritt i kristallen. Elektronerna i ledningsbandet har högre energi än elektronerna i valensbandet (med undantag för vissa metaller där valensbandet och ledningsbandet överlappar varandra). Området mellan valensbandet och ledningsbandet kallas för bandgap. Ämnen som leder elektrisk ström har elektroner i ledningsbandet. Ämnen som naturligt inte har elektroner i ledningsbandet kan göras ledande genom att ämnet tillförs energi (i form av exempelvis värme eller ljus), vilket gör att elektronerna exiteras till ledningsbandet om energitillskottet är tillräckligt stort.
Att kunna styra mängden elektroner som finns i ledningsbandet är centralt för halvledare inom halvledarteknik, där man påverkar ledningsförmågan genom att tillföra dopämnen.